# Junco
Junco – rodzaj ptaków z rodziny pasówek (Passerellidae).

## Zasięg występowania
Rodzaj obejmuje gatunki występujące w Ameryce Północnej (włącznie z Centralną).

## Morfologia
Długość ciała 13–17,2 cm, masa ciała 14,3–28 g.

## Systematyka

### Etymologia
Junco: średniowiecznołac. junco ‘potrzos zwyczajny’, od iuncus ‘trzcina’.

### Podział systematyczny
Do rodzaju należą następujące gatunki:
- Junco vulcani (Boucard, 1878) – junko ciemnosterny
- Junco bairdi Ridgway, 1883 – junko złotooki
- Junco insularis Ridgway, 1876 – junko wyspowy
- Junco alticola Salvin, 1863 – junko gwatemalski
- Junco phaeonotus Wagler, 1831 – junko górski
- Junco hyemalis (Linnaeus, 1758) – junko zwyczajny